# Schloss Göppingen

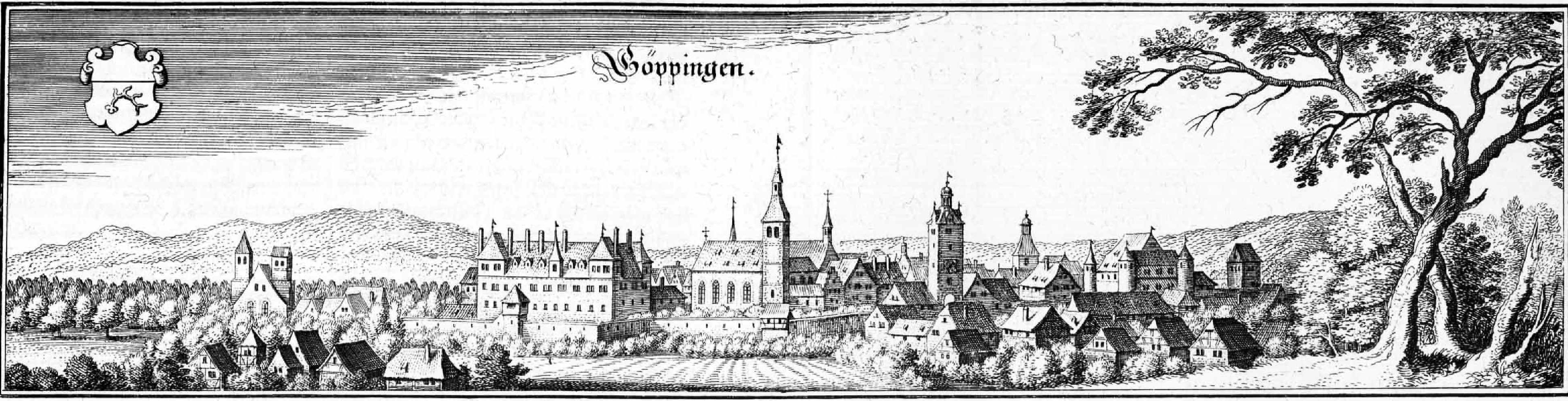
Ansicht von Stadt und Schloss Göppingen im 17. Jahrhundert
Kupferstich von Matthäus Merian

Das Schloss Göppingen ist ein vierflügeliger Renaissancebau, der heute als Amtsgericht und Notariat genutzt wird. Das Schloss befindet sich in Göppingen im Landkreis Göppingen in Baden-Württemberg.

## Baugeschichte

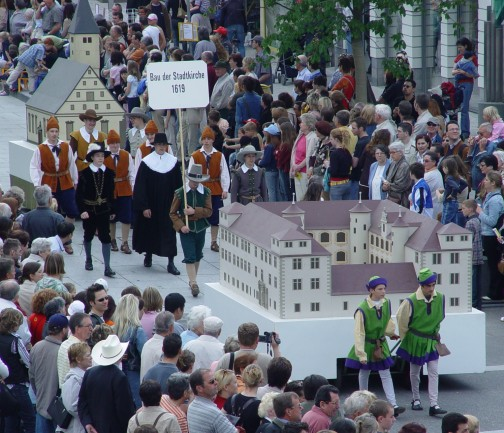
Schlossmodell beim historischen Umzug am Maientag

Herzog Christoph von Württemberg kam in der Mitte des 16. Jahrhunderts regelmäßig zur Kur nach Göppingen, um das Göppinger Sauerwasser zu nutzen. Es soll ihm auch bei einer am französischen Hof erlittenen Vergiftung geholfen haben.

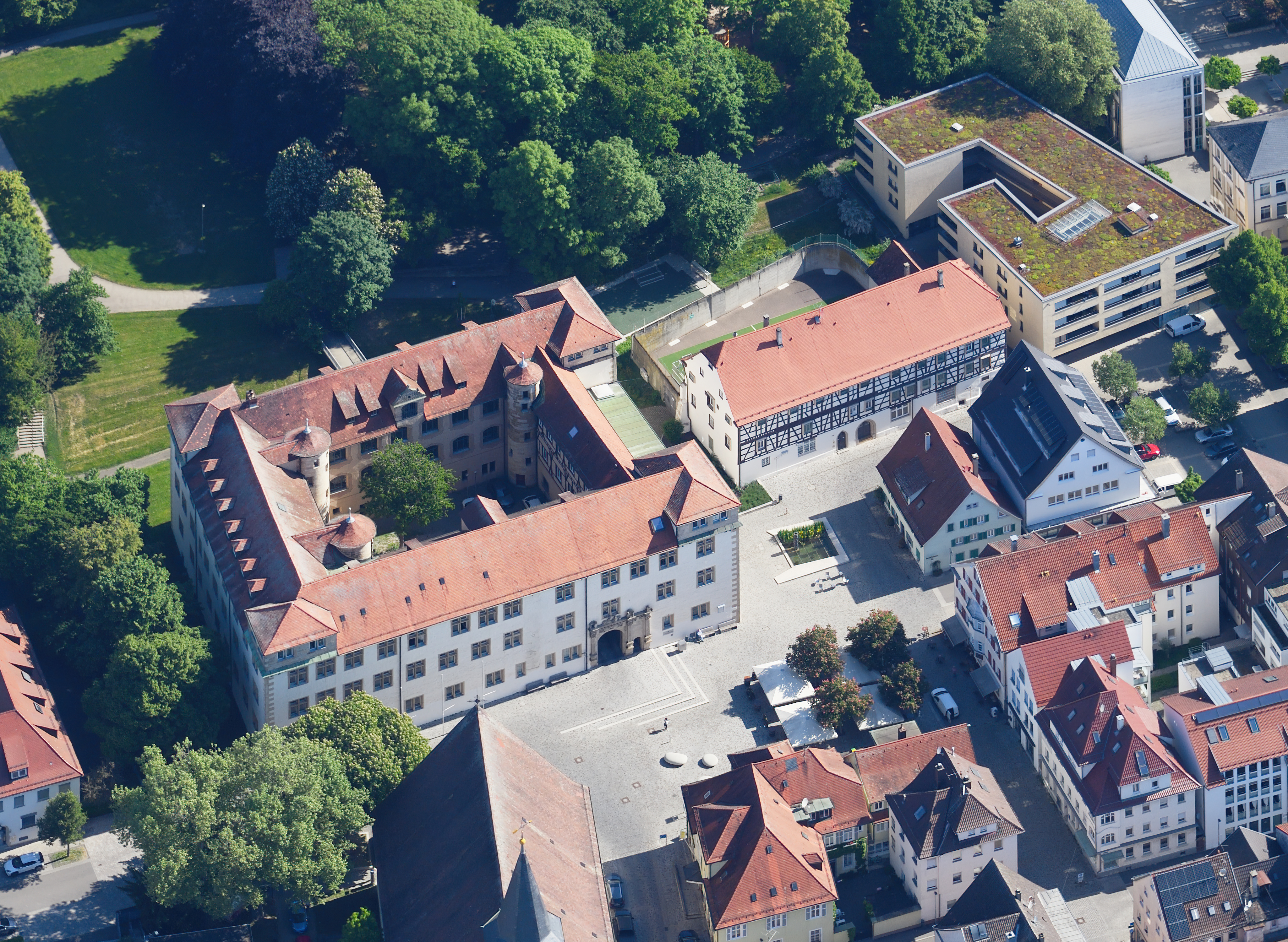
Schloss Göppingen, Sitz des Amtsgerichts Göppingen, (links der Bildmitte) und Jugendarrestanstalt Göppingen (rechts der Bildmitte)

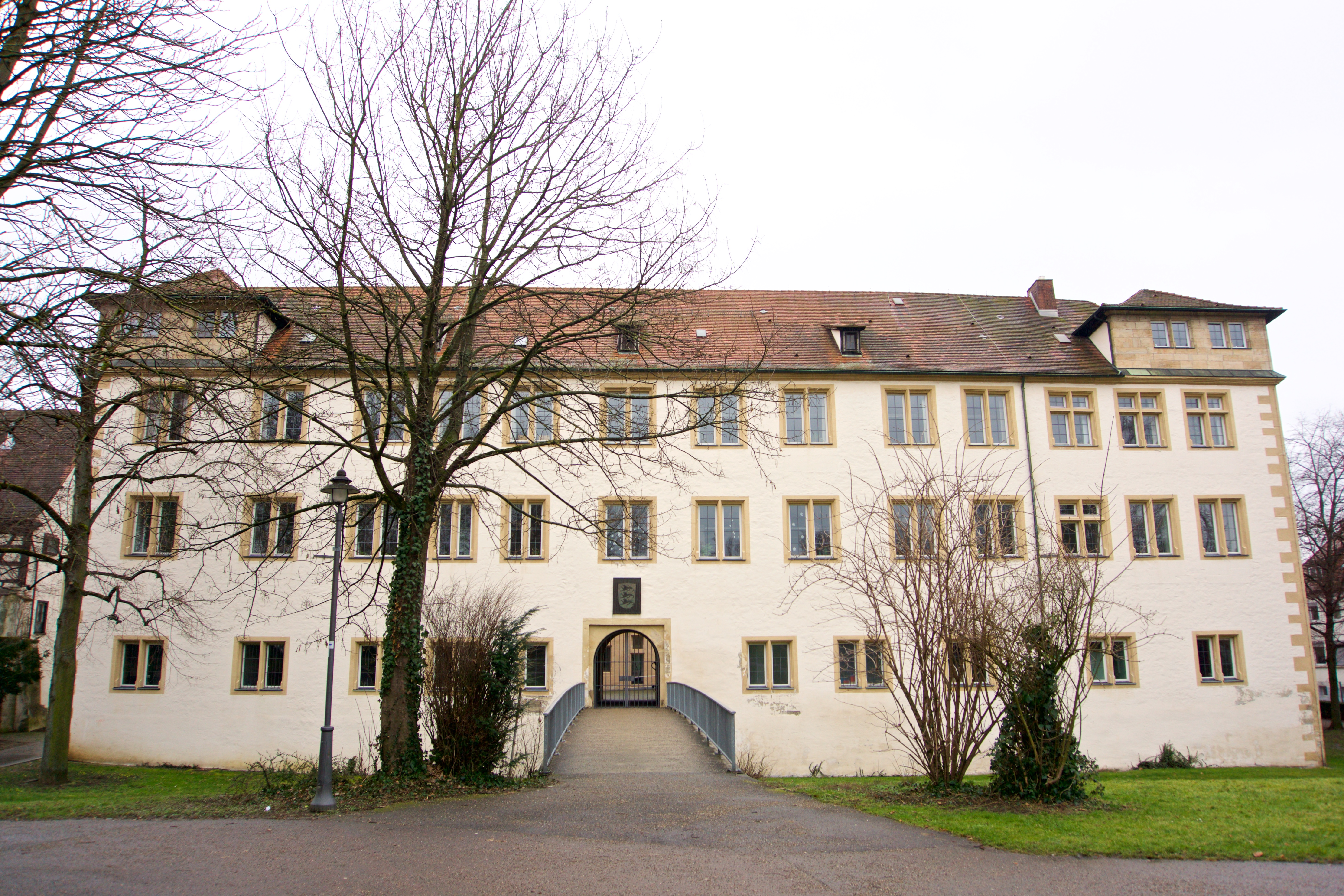
Rückansicht des Göppinger Schlosses

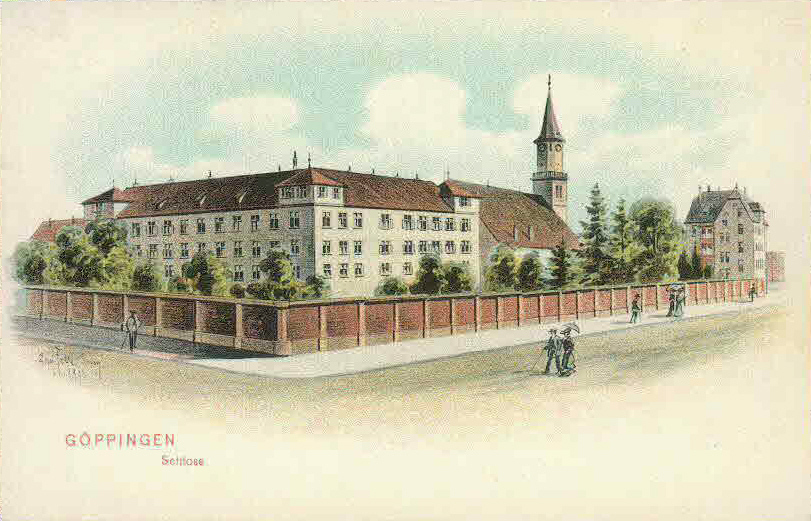
Ansichtskarte von Schloss Göppingen Anfang des 20. Jahrhunderts

Er beauftragte den Baumeister Aberlin Tretsch, an der Stelle einer schon bestehenden, erstmals 1455 erwähnten Wasserburg ein Schloss zu bauen, das ihm bei seinen Aufenthalten als Wohnung dienen sollte. Es wurde in den Jahren 1550 bis 1568 am nordwestlichen Ende der Innenstadt als fast regelmäßige Vierflügelanlage der Renaissance mit niedrigen, auf den Ecken sitzenden Pavillons erbaut. Die schmucklose Außenfassade zur Stadt wird nur durch den aufwändigen Schmuck des Eingangstors zur Stadt geziert. Als Baumaterial soll das Mauerwerk der im Bauernkrieg 1525 zerstörten Burg Hohenstaufen gedient haben.
Das Gebäude wurde durch drei (ursprünglich vier) runde Treppentürme in den Ecken des Innenhofs erschlossen. Der erste Treppenturm links mit dem Württemberger Wappen über der Tür war für die Herrschaft reserviert und enthält als besonderes Schmuckstück die sogenannte Rebenstiege, die von dem Göppinger Steinmetz Hans Neu geschaffen wurde. 71 der 79 Stufen dieser 1562 gebauten Wendeltreppe wurden an der Unterseite mit einem steinernen Blätter- und Früchtegeflecht eines Weinstocks verziert, in dessen Ranken insgesamt 13 verschiedene Tiere wie Vögel, ein Bär und ein Wildschwein eingearbeitet wurden. Die mittlere Treppe war der Dienstbotenzugang. Weil dort das Tafelsilber nach oben getragen wurde, wird er „Silbertreppe“ genannt.
Auch in einigen Amtsräumen sind heute noch Reste der ursprünglichen Bemalung und Dekoration vorhanden. Die Wandbemalung im Innenhof deutet an drei Seiten auf ehemals offene Laubengänge im ersten und zweiten Obergeschoss hin. Die Westseite zum Marstall ist hingegen niedriger und ein Fachwerkbau. Der Marstall ist ebenfalls erhalten und dient heute als Jugendarrestanstalt. Südlich des Schlosses wurde in den Jahren 1618 und 1619 vom herzoglichen Baumeister Heinrich Schickhardt die Stadtkirche errichtet – ebenfalls im Renaissance-Stil, den man seit dem Innen-Umbau 1772 jedoch nur noch außen wahrnehmen kann.
Seit 2002 werden im Göppinger Schloss Untersuchungs- und Restaurierungsarbeiten durchgeführt.
Im Norden schloss sich ein großer, 1567 angelegter Park mit mehreren Brunnen und Lusthäusern an, der nur zu einem kleinen Rest noch vorhanden ist.

## Bewohner
Das Göppinger Schloss wurde zunächst während der Kuraufenthalte von Herzog Christoph genutzt. Später diente es immer wieder als Witwensitz den Herzoginnen von Württemberg. Insbesondere stand dort Herzogin Maria Augusta von 1750 bis zu ihrem Tod 1756 auf Befehl ihres Sohnes Herzog Carl Eugen quasi unter Hausarrest. Später wurden im Schloss das heute noch bestehende Amtsgericht und Dienstwohnungen für dessen Richter, sowie der Sitz des Oberamts Göppingen und des Kameralverwalters untergebracht. Wilhelm August von Breitling (1835–1914), von 1901 bis 1906 württembergischer Ministerpräsident, verbrachte seine ersten Lebensjahre auf Schloss Göppingen, nachdem dessen Vater Paul Breitling (1798–1867) 1835 Oberamtsrichter in Göppingen wurde und mit seiner Familie eine der Dienstwohnung im Schloss bezog. Das Schloss beherbergte als Nachfolger des Oberamtssitzes auch das Landratsamt Göppingen. Nach dem Auszug des Landratsamts 1968 wurde das Schloss sechs Jahre lang renoviert. Im Schloss befand sich außerdem nach der Renovierung eine Dienststelle des Finanzamts.